# FTPmail
FTPmail — технологія, призначена для отримання доступу до різноманітних файлів у мережі Інтернет. FTPmail сервер це проксі-сервер, який асинхронно з'єднується з віддаленим FTP-сервером у відповідь на запити за допомогою електронної пошти і повертає завантажені файли як вкладення до листа. Цей сервіс корисний для користувачів, які не можуть самостійно скористатися доступом до FTP, наприклад, через обмеження у використанні мережі.

## Історія
У перші роки існування Інтернету доступ до мережі було обмежено невеликою кількістю місць. Високошвидкісні канали були недоступними для більшості користувачів і online-з'єднання було рідкісним і дорогим. Завантаження великих файлів (такими вважалися файли, більші за кілька мегабайт) було практично неможливим як через обмеження смуги пропускання каналу, так і через часті помилки та обриви зв'язку. Первинна специфікація FTP не дозволяла відновити сесію і передавання файлу починалося з початку.
FTPmail-шлюз дозволяє отримати файли у таких умовах. Файли розбиваються на невеликі фрагменти і кодуються за допомогою формату uuencode. Отримувач листів електронної пошти повинен пізніше зібрати оригінальний файл та декодувати його. Оскільки файл розбито на невеликі фрагменти, імовірність обриву передавання набагато менша. У випадку втрати зв'язку передавання може бути відновлене від початку фрагменту. Процес відбувається повільніше, але набагато надійніше. Цей спосіб також дозволяє завантажувати віддалені файли користувачам, які мають доступ до Інтернету лише за допомогою електронної пошти через dial-up з'єднання. На відміну від FTP, файли можуть бути передані через FTPmail навіть якщо користувач не має онлайн-підключення до Інтернету, наприклад, з використанням BBS, UUCP або іншого спеціалізованого програмного забезпечення.
Університетські сервери були дуже популярними. Деякі з цих серверів зберігали архіви з ранніми версіями Linux та іншого програмного забезпечення GNU. Доступ до цих сховищ через FTPmail мав велике значення для можливості користувачів з інших країн отримати ці програми у той час, коли онлайн-з'єднання з їхнього розміщення було неможливим.
Сервіс FTPmail був дуже поширеним на початку 1990-их, але втратив значення, оскільки більше користувачів отримали прямий доступ до мережі через SLIP, PPP та інші dial-up протоколи. FTP також втратив популярність на користь інших методів передавання файлів, особливо HTTP, який доступний практично всім користувачам Інтернету.

## Спосіб використання
Користувач висилає на адресу FTPmail-сервера лист, у тілі якого розміщено команди, які сервер має виконати. Сервер оброблює запит шляхом з'єднання з віддаленим сайтом. Він отримує файл, кодує його та повертає результат через електронну пошту. Таким чином, FTPmail-сервер бере не себе роль FTP-клієнта, беручи на себе ті дії, які з певних причин не може виконати сам користувач.

## Базовий набір команд
| Команда                     | Функція сервера                                                                |
| --------------------------- | ------------------------------------------------------------------------------ |
| help                        | Повернути текст підказки з описом команд                                       |
| open [site[user[password]]] | З'єднатися з сайтом, при необхідності можна вказати ім'я користувача та пароль |
| cd path                     | Перейти до заданого каталогу                                                   |
| ls [path], dir [path]       | Отримати інформацію про вміст каталогу                                         |
| get file                    | Отримати файл                                                                  |
| size max[ K \| M ]          | Розділити файл на фрагменти заданого максимального розміру (розмір у Кб/Мб)    |
| mode binary                 | Двійковий режим доступу: архіви, двійкові файли                                |
| mode ascii                  | Текстовий режим: нічого, крім ASCII-тексту                                     |
| quit                        | Закінчити сеанс                                                                |